# 阿爾卡馬里尼山
14°40′27″S 69°8′43″W / 14.67417°S 69.14528°W
阿爾卡馬里尼山（Allqamarini），是玻利維亞的山峰，位於該國西部拉巴斯省的弗朗茨塔馬約省，屬於安第斯山脈中阿波洛班巴山脈的一部分，海拔高度4,920米。